# باپسکو پویه
باپسکو پویه (به صربی: Bapsko Polje) یک منطقهٔ مسکونی در صربستان است که در کرالیفو واقع شده‌است. باپسکو پویه ۲۶۰ نفر جمعیت دارد.